# Clair de femme
Clair de femme (bra: Um Homem, uma Mulher, uma Noite; prt: Luz da Paixão) é um filme ítalo-teuto-francês de 1979, do gênero drama romântico, escrito dirigido por Costa Gavras, baseado no romance Clair de femme, de Romain Gary.

## Elenco
- Romy Schneider .... Lydia
- Yves Montand .... Michel
- Romolo Valli .... Galba
- Heinz Bennent .... Georges
- Lila Kedrova .... Sonia
- Daniel Mesguich .... policial
- Roberto Benigni .... barman
- Jacques Dynam
- Michel Robin
- Jean Reno